# تپه کلاره سه تپان
تپه کلاره سه تپان مربوط به هزاره ۴ و ۳ قبل از میلاد - دوره اشکانیان - دوره ساسانیان - سده‌های میانه دوران‌های تاریخی پس از اسلام است و در شهرستان سرپل ذهاب، بخش مرکزی، دهستان حومه سرپل، ۲۸۰ متری شرق روستای مخروبه کلاره سه تپان واقع شده و این اثر در تاریخ ۱۸ اسفند ۱۳۸۷ با شمارهٔ ثبت ۲۴۸۹۰ به‌عنوان یکی از آثار ملی ایران به ثبت رسیده است.